# Industriehaven
Een industriehaven is een haven die niet ten dienste staat van dienstverleners die goederen van en voor derden overslaan, maar die rechtstreeks ten dienste staat van de aan deze havens gevestigde industrieën. Deze hebben daardoor niet alleen de beschikking over een weg- en spooraansluiting, maar tevens over een aansluiting op vaarwater.